# Exorhabdus crenulatus
Exorhabdus crenulatus är en skalbaggsart som först beskrevs av Lewis 1895.  Exorhabdus crenulatus ingår i släktet Exorhabdus och familjen stumpbaggar. Inga underarter finns listade i Catalogue of Life.